# 1998 WG24
1998 WG24, também escrito como 1998 WG24, é um objeto transnetuniano (TNO) que está localizado no cinturão de Kuiper, uma região do Sistema Solar. Este corpo celeste é classificado como um cubewano. Ele possui uma magnitude absoluta (H) de 6,7 e, tem um diâmetro estimado com cerca de 201 km, por isso é pouco provável que possa ser classificado como um planeta anão, devido ao seu tamanho relativamente pequeno.

## Descoberta
1998 WG24 foi descoberto no dia 18 de novembro de 1998 pelo astrônomo Marc W. Buie.

## Órbita
A órbita de 1998 WG24 tem uma excentricidade de 0.133 e possui um semieixo maior de 45.912 UA. O seu periélio leva o mesmo a uma distância de 39.811 UA em relação ao Sol e seu afélio a 52.013.